# Fritz Schwinghammer
Fritz Schwinghammer (* im 20. Jahrhundert in Straubing/Niederbayern) ist ein deutscher Pianist und Musikpädagoge.

## Leben
Schwinghammer studierte in München Klavier, Kammermusik und Liedinterpretation bei Klaus Schilde, Michael Schäfer und Helmut Deutsch. Er gewann Wettbewerbe in Berlin und Bonn und war gemeinsam mit dem Geiger Christian Ostertag Teilnehmer der Bundesauswahl Konzerte Junger Künstler. Er etablierte zwischen 2007 und 2010 als Gastprofessor an der Kunstuniversität Graz einen Masterstudiengang für Klavier-Vokalbegleitung, gab internationale Meisterkurse u. a. in Royaumont und Osaka und leitet an der Hochschule für Musik und Theater München eine Klavierklasse und eine Klasse für Liedinterpretation.
Als Pianist begleitete Schwinghammer Sänger wie Dietrich Henschel, Daphne Evangelatos, Konrad Jarnot und Rainer Trost und namhafte Instrumentalisten, trat mit dem Münchner Rundfunkorchester auf und gab Konzerte in den meisten europäischen Ländern, in den USA, Kanada und Japan. Neben dem klassisch-romantischen Repertoire gilt sein Interesse auch der zeitgenössischen Musik, und er wirkte an zahlreichen Uraufführungen mit. Den Sänger Hermann Prey begleitete er bei einigen seiner letzten Liederabende, und mit Sängern wie  Dietrich Fischer-Dieskau, Sena Jurinac und Francisco Araiza gab er Meisterkurse.